# Four Nations Chess League
La Four Nations Chess League, spesso abbreviata con 4NCL, è il campionato di scacchi a squadre del Regno Unito.
Il nome deriva dalle quattro nazioni costituenti del Regno Unito: Inghilterra, Scozia, Galles e Irlanda del Nord. Tuttavia, vi possono partecipare giocatori di ogni altro Paese. Vi hanno finora partecipato giocatori di 27 diversi Paesi.
La 4NCL è gestita autonomamente, in modo simile a una società per azioni, fuori dal controllo di qualsiasi Federazione scacchistica.

## Organizzazione
Si svolge annualmente nei weekend da ottobre al maggio dell'anno successivo in varie località del sud dell'Inghilterra e nelle Midlands. Attualmente (2022) vengono organizzati tre campionati: Divisione 1, Divisione 2 e Divisione 3 (la Divisione 4 è esistita dal 2000/01 al 2007/08).
Per la Divisione 1 è prevista la retrocessione delle ultime 4 squadre classificate alla Divisione 2; per le altre è prevista la promozione delle prime 4 squadre alla Divisione superiore e la retrocessione delle ultime 4 alla Divisione inferiore. Il primo campionato si è svolto nel 1993/94 e vi hanno partecipato 6 squadre. Nel 22º campionato del 2014/15 la Divisione 1 contava 16 squadre.
È prevista la corresponsione di premi in denaro, ma le squadre di punta cercano di avere il contributo finanziario di uno o più sponsor per assicurarsi la partecipazione di forti Grandi maestri internazionali, specialmente verso la fine della stagione.
Tra i campioni che hanno partecipato recentemente al campionato della Divisione 1 si possono citare Michael Adams, Nigel Short, Viktor Korchnoi, Alexander Morozevich, Alexei Shirov e Peter Svidler.